# 言明澔
言明澔（英語：Jolin Chien，1986年4月4日—），本名簡宏霖，為台灣男藝人、A-Lin的同门师弟，4ever前成員，2019年起改用藝名言明澔。

## 演藝經歷
2005年，與陳浩偉組成雙人男子團體「StyLe」，當時使用藝名Samuel。期間接受聲音、肢體、表演與口語表達等培訓課程，並於尚未正式出道前，隨同所屬公司師姐A-Lin參與超過30場校園演出。2007年，發行首張音樂作品《StyLe》，隨後因服兵役而團體解散。
2009年至2011年間，轉型為模特兒，參與拍攝超過十部廣告作品。
2012年，與孫沁岳、許豪恩、李迪恩共同組成男子團體「4ever」正式出道，並參與多部偶像劇演出。
2018年10月，與經紀人發生爭議，雙方在社群媒體上公開指控對方。
2019年1月起改以藝名「言明澔」活動，並參與蔡依林歌曲〈腦公〉音樂錄影帶，飾演角色「秋生」。

## 音樂錄影帶
| 發行年份 | 歌手   | 歌曲       |
| -------- | ------ | ---------- |
| 2007年   | StyLe  | 幸福的起點 |
| 2007年   | StyLe  | 兩難       |
| 2007年   | StyLe  | 愛，永遠?  |
| 2012年   | 4ever  | 4ever      |
| 2012年   | 4ever  | 找你的地圖 |
| 2012年   | 4ever  | Let's Go   |
| 2012年   | 小宇   | 再一次     |
| 2012年   | 小宇   | 過渡期     |
| 2019年   | 蔡依林 | 腦公       |

## 電視劇
| 播出年份 | 劇名             | 飾演   | 備註       |
| -------- | ---------------- | ------ | ---------- |
| 2013年   | 愛的生存之道     | Simon  | 客串       |
| 2014年   | 喜歡·一個人      | 程浩威 | 第二男主角 |
| 2015年   | 莫非，這就是愛情 | 向子諺 | 第二男主角 |
| 2015年   | 戀愛鄰距離       | 莫丞翰 | 第二男主角 |
| 2016年   | 我的極品男友     | 楊振凱 | 第三男主角 |
| 2017年   | 只為你停留       | 喬襲明 | 第二男主角 |
| 2017年   | 噗通噗通我愛你   | 段若凡 | 第二男主角 |
| 2019年   | 網紅的瘋狂世界   | 任豪   | 第二男主角 |
| 2019年   | 美味滿閣         | 羅俊翔 | 客串       |
| 2020年   | 覆活             | 鄭秘書 | 客串       |
| 2020年   | 三人行不行       | 一凡   | 男主角     |
| 2024年   | 不如海邊吹吹風   | 白父   | 客串       |

### 電影
| 上映年份 | 電影名稱  | 飾演角色 | 合作演員             |
| -------- | --------- | -------- | -------------------- |
| 2015年   | 234說愛你 | 阿澤     | 林依晨、秦昊、蔡淑臻 |

## 演唱表演

### 大型音樂活動
- 2012年4月13號 《A-Lin 搖滾地球月演唱會@Legacy》與A-Lin一起演出 Justin Bieber〈Baby〉
- 2012年8月09號 《A-NATION開場嘉賓》開場嘉賓
- 2012年10月21號 《信 我記得 專輯慶功演唱會》開場嘉賓
- 2012年11月25號 《衝三校》開場嘉賓
- 2012年12月09號 《衝三校》開場嘉賓
- 2012年12月09號 《衝三校》開場嘉賓
- 2012年12月23號 《中山醫學大學52周年聖誕暨年度演唱會--【黑音計畫】》

## 廣告
| 年份       | 廣告標題                                                    |
| ---------- | ----------------------------------------------------------- |
| 2010年10月 | 麥當勞 找伴篇                                               |
| 2015年2月  | 麥當勞 超值2人組－超值任務                                  |
| 2019年10月 | 電玩遊戲 霸王之野望                                         |
| 2020年8月  | 放手舊愛 駕馭精彩新旅程 BMW PREMIUM SELECTION原廠認證中古車 |

## 代言
- 2012年〈BOBSON春夏目錄〉
- 2012年〈Lativ秋季新品平面〉
- 2014年〈Crocs任大中華代言人"Fun享大使"林依晨與4ever微電影與目錄〉

### 平面作品
- 《性格男 簡宏霖 玩樂團愛做菜》

## 獎項
- 2012年度TVB8金曲榜頒獎典禮——最佳新人獎（銀獎）- 4ever團體

## 外部連結
- 言明澔 Jolin Chien的Facebook專頁
- 言明澔的新浪微博
- 言明澔的Instagram帳戶